# Episodi di Kickin' It - A colpi di karate (terza stagione)
La terza stagione della serie televisiva Kickin' It - A colpi di karate è stata trasmessa sul canale statunitense Disney XD il 1º aprile 2013.
In Italia la stagione sarà trasmessa dal 18 novembre 2013 su Disney XD Italia.
| nº | Titolo originale           | Titolo italiano               | Prima TV USA      | Prima TV Italia  |
| -- | -------------------------- | ----------------------------- | ----------------- | ---------------- |
| 1  | Spyfall                    | Mai dire falafel              | 1º aprile 2013    | 18 novembre 2013 |
| 2  | Dueling Dojos              | Un dojo per due               | 8 aprile 2013     | 19 novembre 2013 |
| 3  | Glove Hurts                | Follia creativa               | 15 aprile 2013    | 20 novembre 2013 |
| 4  | The Sub Sinker             | Lo spazza supplenti           | 29 aprile 2013    | 21 novembre 2013 |
| 5  | Meet The McKrupnicks       | Tutti in Scozia!              | 6 maggio 2013     | 22 novembre 2013 |
| 6  | Witless Protection         | Ragazzi di campagna           | 17 giugno 2013    | 3 marzo 2014     |
| 7  | Jack Stands Alone          | Ci pensa il vice presidente   | 26 giugno 2013    | 4 marzo 2014     |
| 8  | Two Dates and a Funeral    | Piccola bugia, grande danno   | 1º luglio 2013    | 5 marzo 2014     |
| 9  | Win,Lose or Ty             | Rudy e Ty, nemici-amici       | 8 luglio 2013     | 6 marzo 2014     |
| 10 | Sensei & Sensibility       | Sensei, sei sensibile!        | 15 luglio 2013    | 7 marzo 2014     |
| 11 | Gabby's Gold               | Una ragazza.... d'oro         | 12 agosto 2013    | 14 luglio 2014   |
| 12 | The New Girl               | La bocca della verità         | 23 settembre 2013 | 15 luglio 2014   |
| 13 | Fawlty Temple              | Una vacanza al tempio         | 30 settembre 2013 | 16 luglio 2014   |
| 14 | Seaford, We Have a Problem | Seaford abbiamo un problema   | 7 ottobre 2013    | 17 luglio 2014   |
| 15 | Temple of Doom             | Lo spirito di Halloween       | 14 ottobre 2013   | 31 ottobre 2014  |
| 16 | Mama Mima                  | Una famiglia per Phil         | 4 novembre 2013   | 18 luglio 2014   |
| 17 | Home Alone at School       | Mamma, mi sono perso a scuola | 11 novembre 2013  | 1º aprile 2014   |
| 18 | School of Jack             | Anima rock                    | 18 novembre 2013  | 26 gennaio 2015  |
| 19 | Queen of Karts             | La rivincita di Kim           | 25 novembre 2013  | 27 gennaio 2015  |
| 20 | How Got His Groove Back    | Bobby ritrova Bobby           | 13 gennaio 2014   | 28 gennaio 2015  |
| 21 | Return of Spyfall          | Spie come noi                 | 20 gennaio 2014   | 29 gennaio 2015  |
| 22 | Wasabi Forever             | Uniti per sempre              | 27 gennaio 2014   | 30 gennaio 2015  |

## Mai dire falafel
- Titolo Originale: Spyfall
- Diretto da: Sean Lambert
- Scritto da: Jim O'Doherty

### Trama
Un agente governativo identifica erroneamente Phil come una spia internazionale il cui obiettivo è un principe dell'Hachmakitan in visita a Seaford. Dopo aver attaccato l'agente segreto nel ristorante di Phil, Jack deve assumere il ruolo di agente segreto, per proteggere il principe dalla spia.

#### Curiosità
- Il titolo originale dell'episodio è una parodia al film di James Bond Skyfall
- Molte scene sono simili a Mission: Impossible - Protocollo fantasma

## Un dojo per due
- Titolo Originale: Duelling Dojos
- Diretto da: Sean Lambert
- Scritto da: Byron Kavanaugh

### Trama
Rudy accetta di fare da babysitter a Sam, un ragazzo problematico, per alcuni giorni, per non lasciare il dojo chiuso affida a Jack e Jerry il compito d'insegnare in sua assenza. Jerry non andando d'accordo con il metodo d'insegnamento di Jack, dopo aver litigato, decide di aprire un dojo rivale nel negozio di Phil, chiamato Judo Jerry.

#### Curiosità
- Questo è il primo episodio dove compare Sam

## Follia creativa
- Titolo Originale: Gloves Hurts
- Diretto da: Rob Schiller
- Scritto da: Geoff Barbanell

### Trama
Jack e Jerry sono sorpresi quando l'ultima invenzione di Milton, un paio di guanti che donano una forza incredibile ,vince il primo posto alla fiera scientifica della scuola. Dopo che un miliardario imprenditore offre a Milton un lavoro, Jack e Jerry iniziano a sospettare qualcosa, infatti il miliardario vuole usare i guanti per scopi malvagi.

## Lo spazza supplenti
- Titolo Originale: The Sub Sinker
- Diretto da: Sean Lambert
- Scritto da: Joel McCrary

### Trama
Jerry, soprannominato "lo spazza supplenti", impedisce le lezioni di geometria nella sua classe. Allora il preside, dopo il licenziamento dell'ennesimo supplente, affida il compito d'insegnare a Milton. Nel frattempo, Rudy, Jack e Kim, sono impegnati a guardare in TV una maratona ninja, che trasforma il nipote neonato della fidanzata di Rudy in un pericoloso ninja.

## Tutti in Scozia
- Titolo Originale: Meet the McKrupnics
- Diretto da: Sean Lambert
- Scritto da: J.J. Wall

### Trama
I ragazzi accompagnano Milton in Scozia ad una riunione di famiglia, risvegliando però accidentalmente una faida secolare tra la famiglia McKrupnicks e i McCrarys. Nel frattempo, Rudy e Jerry sono impegnati a cercare di fotografare il mostro di Loch Ness.

## Ragazzi di campagna
- Titolo Originale: Witless Protection
- Diretto da: Sean Lambert
- Scritto da: J.J. Wall

### Trama
Quando i ragazzi assistono ad un furto nel centro commerciale da parte di Berry, un pericoloso criminale, si fanno coraggio e testimoniano contro di lui. Purtroppo, il criminale scappa, così i ragazzi vengono messi nel programma di protezione testimoni e si trasferiscono in campagna.

#### Curiosità
- Jim O'Doherty (l'ideatore della serie) appare nel ruolo di Chappy Chapman.
- Todd Howard (il padre di Leo Howard) fa la parte di uno dei criminali.

## Ci pensa il vice presidente
- Titolo Originale: Jack Stand Alone
- Diretto da: Byron Kavanaugh
- Scritto da: Jean Sagal

### Trama
Quando Frank è accusato di aver rubato la tartaruga della scuola, la neoeletta presidentessa degli studenti Kim intraprende una manifestazione contro di lui con possibile espulsione. Jack sospetta che Frank sia innocente e prende le sue difese, mettendo a dura prova l'amicizia che lo lega a Kim.

## Piccola bugia, grande danno
- Titolo Originale: Two Dates and a Funeral
- Diretto da: Jason Earles
- Scritto da: Jim O'Doherty

### Trama
La Seaford High cerca fondi per la band della scuola. Nel frattempo, Jack e Kim rivelano di provare qualcosa l'uno per l'altro e cercano di avere un appuntamento senza che nessuno lo sappia, soprattutto i loro amici...

#### Curiosità
- Jack e Kim iniziano a frequentarsi ed uscire insieme.

## Rudy e Ty, nemici-amici
- Titolo Originale: Win, Lose or Ty
- Diretto da: Sean Lambert
- Scritto da: Jim O'Doherty

### Trama
Quando Rudy, a bordo di un monster truck, distrugge il dojo dei Black Dragon, la Bobby Wasabi deve condividere il dojo con i loro avversari, fino a quando la ristrutturazione non sarà completata. Mentre gli allievi si odiano, Rudy e Ty diventano ottimi amici, quindi i ragazzi cercano di rompere la loro amicizia.

#### Curiosità
- È la seconda apparizione di Kai (cugino di Jack), dopo quella ai campionati del mondo juniores di karate.

## Sensei, sei sensibile
- Titolo Originale: Sensei and Sensibility
- Diretto da: Sean Lambert
- Scritto da: Geoff Barbanell

### Trama
Una catena internazionale di karate propone a Jack di diventare maestro nel loro nuovo dojo in città, Jack accetta, nonostante Rudy insista sul fatto che non abbia ancora abbastanza esperienza per diventare maestro, solo per partecipare al torneo di maestri che fa tappa a Seaford. Alla fine del torneo Jack dovrà confrontarsi con Rudy.

## Una ragazza.... d'oro
- Titolo originale: Gabby's Gold
- Diretto da: Sean K. Lambert
- Scritto da: Itai Grunfeld

### Trama
Dopo un'umiliante sconfitta, la squadra di cheerleader e il coach abbandonano Kim. Ad una settimana dal grande scontro con i rivali, Kim è pronta ad arrendersi, fino a quando Milton recluta una ginnasta medaglia d'oro, Gabby Douglas, per allenare la squadra. I ragazzi dovranno anche affrontare dei prigionieri evasi.

#### Curiosità
- Viene rivelato che Milton e Julie si sono lasciati. In questo episodio Milton e Gabby sono fidanzati.
- Gabrielle Douglas interpreta se stessa.

## La bocca della verità
- Titolo Originale: The New Girl
- Diretto da: Bill Shea
- Scritto da: Adrienne Sterman

### Trama
Jack e Kim aiutano Rudy a reclutare una studentessa, Sloane, molto brava nelle arti marziali, pregandola di unirsi al dojo. Ma quando Kim incoraggia la ragazza a coltivare la sua passione per il canto, Jack e Rudy la accusano di voler sabotare il loro piano.

#### Curiosità
- In questo episodio Kim e Sloane cantano la canzone Had me @ Hello, cantata dalla stessa Olivia Holt nel film Girl vs. Monster.
- Sloane è interpretata da Kelli Berglund.
- Il maestro di arti marziali di Leo Howard, Matt Mullins, interpreta Trent Darby.

## Una vacanza al tempio
- Titolo Originale: Fawlty Temple
- Diretto da: Sean Lambert
- Scritto da: J.J. Wall

### Trama
Jack deve incontrare Chuck, il padre di Kim, scoprendo così di non piacergli. Jack scopre anche che Chuck ha una passione per i Laser Tag e che dovrà competere contro Riley e suo figlio, in coppia con Kim. Quando la ragazza si farà male alla caviglia, toccherà a Jack aiutare Chuck. I ragazzi dovranno difendere il tempio Shaolin da dei banditi che vogliono rubare il tesoro.

#### Curiosità
- In questo episodio Kim e Jack sono ufficialmente una coppia. Oltre a tenersi per mano, Kim dice che Jack è il suo ragazzo.

## Seaford, abbiamo un problema
- Titolo Originale: Seaford, We have a problem
- Diretto da: Sean Lambert
- Scritto da: Itai Grunfeld

### Trama
La Seaford Aeronautics Space Administration (SASA) annuncia di voler inviare nello spazio un giovane astronauta, Milton J. Krupnick. Ma per errore Jerry lancia se stesso, così Milton si dà da fare per salvarlo.

#### Curiosità
- Il titolo dell'episodio è riferito alla famosa frase "Houston, abbiamo un problema" del film Apollo 13.

## Lo spirito di Halloween
- Titolo Originale: Temple of Doom
- Diretto da: Bill Shea
- Scritto da: Frank O. Wolff

### Trama
Nonostante le obiezioni di Milton, i ragazzi organizzano una festa di Halloween al tempio Shaolin mentre i monaci sono fuori città, liberando così uno spirito sigillato nel tempio da oltre 1000 anni. Intanto, Rudy e Sam aiutano Bobby a superare le sue paure.

## Una famiglia per Phil
- Titolo Originale: Mama mima
- Diretto da: Jason Earles
- Scritto da: Joel McCrary

### Trama
I ragazzi scoprono che Phil non vede la madre da molto tempo, così la invitano a Seaford per fargli una sorpresa. Ma la sorpresa ce l'hanno loro quando scoprono che Phil le ha mentito, dicendole di essere proprietario di un negozio e di avere moglie e due figli.

#### Curiosità
- Il titolo originale è una parodia del musical Mamma Mia!

## Mamma, mi sono perso a scuola
- Titolo Originale: Home Alone at School
- Diretto da: Bill Shea
- Scritto da: Frank O. Wolff

### Trama
Dopo l'ennesimo scherzo di Jerry a scuola, in cui vengono coinvolti anche Jack e Kim, i tre ragazzi devono passare il week-end a scuola per pulirla. Jack e Kim iniziano a dubitare della loro amicizia con Jerry, che porta solo guai. Quando un bidello ex-combattente, rinchiude Jack, Kim e il preside nella sala caldaia, per rubare i myPads, Jerry si rende conto che è l'unico che può salvare gli amici in difficoltà.

## Anima rock
- Titolo Originale: School of Jack
- Diretto da: Sean Lambert
- Scritto da: Jamie Carpenter & Josh Mosberg

### Trama
Jack affronta un'audizione per entrare in un gruppo musicale molto famoso all'interno della scuola. Intanto, Milton cerca fondi per il club di musica, mentre Rudy tenta di allontanare Albert, che vuole frequentare il suo dojo.

#### Curiosità
- Il titolo originale e l'episodio sono una parodia del film School of Rock.

## La rivincita di Kim
- Titolo Originale: Queen of Karts
- Diretto da: Sean Lambert
- Scritto da: Byron Kavanagh

### Trama
A Kim viene impedito di partecipare ad una gara di Go Kart perché è una ragazza, ma lei si traveste da ragazzo e gareggia ugualmente, vincendo. Nel frattempo, Rudy e Jerry, svolgendo attività di volontariato, incontrano un vecchio signore.

## Bobby ritrova Bobby
- Titolo Originale: How Got His Groove Back
- Diretto da: Jim O'Doherty
- Scritto da: Rick Williams & Jenna McGrath

### Trama
Dopo il fallimento dell'ultimo film di Bobby Wasabi, Rudy e Jack si danno da fare per farlo tornare a essere una star del cinema d'azione. Intanto, Milton esce con Heidi, la ragazza perfetta. Kim e Jerry però sono dubbiosi...

## Spie come noi
- Titolo Originale: Return of Spyfall
- Diretto da: Sean Lambert
- Scritto da: Jim O'Doherty

### Trama
Jack e Milton, a Washington DC con il preside Funderburk, scoprono che quest'ultimo è una spia. Li ingaggia infatti per partecipare con altre spie a una missione per sconfiggere il malvagio Dr. Cross.

## Uniti per sempre
- Titolo Originale: Wasabi Forever
- Diretto da: Sean Lambert
- Scritto da: Jim O'Doherty

### Trama
Kim, Jack, Milton e Jerry hanno nuove opportunità che li porteranno ad abbandonare Seaford e Rudy. Mentre si preparano ad intraprendere strade diverse, Rudy ricorda loro l'importanza dell'amicizia, della famiglia e del codice Wasabi. Durante l'episodio, si vedono alcune scene in flashback tratte dagli episodi delle tre stagioni fino a quel momento andate in onda.

#### Curiosità
- Jack e Kim si baciano per la prima volta.